# Amol (Indonesië)
Amol is een bestuurslaag in het regentschap Timor Tengah Utara van de provincie Oost-Nusa Tenggara, Indonesië. Amol telt 1023 inwoners (volkstelling 2010).